# Muro alla Carnot
Il muro alla Carnot è un tipo di costruzione in muratura utilizzata per scopi difensivi.

## Descrizione

Bastione di San Bernardino a Verona. Un esempio di muro alla Carnot.

Un muro alla Carnot è costituito da un solido e spesso muro edificato al di fuori della costruzione che si intende difendere, situato a pochi metri dalla scarpa e provvisto di nicchie interne dove possono alloggiare fucilieri allo scopo di permettergli di battere il fossato mediante feritoie nella muratura.
Nei vertici dell'opera questi muri si sviluppano in caponiere completamente protette e che possono presentare anche degli alloggiamenti per artiglieria. Lo scopo principale di queste strutture era quella di proteggerne i fianchi della fortificazione, da eventuali nemici che si fossero introdotti nel fossato, grazie alla possibilità di produrre tiro di fiancheggiamento.
Questa tipologia di opera prende il nome dal suo ideatore, il fisico e ingegnere del genio militare francese, Lazare Carnot, che l'aveva introdotta fin da durante l'assedio di Anversa del 1814.
Questa caratteristica difensiva si diffuse largamente e fu utilizzata sia nella costruzione di nuovi forti e sia nel miglioramento di quelli già esistenti. La scuola di architettura militare austriaca fu quella che maggiormente influenzata.